# Partit Pirata Txec
El Partit Pirata Txec (en txec: Česká pirátská strana), coneguts habitualment com a Pirates (Piráti) és un partit polític liberal progressista de Txèquia, enfocat en la transparència, la democràcia directa i els drets civils.

## Història
El partit es va formar al 2009 a partir d'un moviment grassroot estudiantil que feia campanya per a la neutralitat de la xarxa, en defensa dels drets digitals, d'accés a Internet i la llibertat d'informació, inspirats en el moviment pirata internacional que estava en ple creixement. Tanmateix, aviat el partit desenvoluparia el seu programa en altres afers, com la transparència, la democràcia directa i els drets civils.
A les eleccions legislatives de 2010 i 2013, el partit es mantindria fora de la Cambra de Diputats amb prop de l'1 i el 2.6% dels vots respectivament. A les eleccions de 2017, en canvi, el partit incrementaria enormement el seu suport electoral fins al 10.79%, obtenint 22 diputats, sent el tercer partit al Parlament. Posteriorment, al 2018 el partit aconseguiria la segona posició a les eleccions locals de Praga, formant un govern de coalició liderat per l'alcalde pirata Zdeněk Hřib. A les eleccions europees de 2019, obtindrien dos eurodiputats que s'integrarien al grup dels Verds/ALE.
Per a les eleccions legislatives de 2021, el partit formaria la coalició Pirates i Batlles amb Batlles i Independents, que obtindrien plegats el 15.62% i 37 escons, dels quals només 4 serien membres del Partit Pirata, reduint considerablement la seva presència a la Cambra. Tanmateix, participarien fins al 2024 en el govern de coalició amb Junts, amb tres Ministeris en el cabinet de Petr Fiala: Ivan Bartoš com a ministre de Desenvolupament Regional i Digitalització, Jan Lipavský com a ministre d'Afers Exteriors i Michal Šalomoun com a Ministre de Legislació.
El setembre de 2024, els Pirates van abandonar la coalició de govern després que Fiala destituís Bartoš a causa dels problemes amb un nou sistema digital per emetre permisos de construcció. No obstant, Lipavský va abandonar el partit per quedar-se com a ministre d'Afers Exteriors.

## Resultats electorals

#### Cambra de diputats
| Any  | Líder       | Vots              | %                 | Escons   | ±   | Pos. | Govern             |
| ---- | ----------- | ----------------- | ----------------- | -------- | --- | ---- | ------------------ |
| 2010 | Ivan Bartoš | 42,323            | 0.8               | 0 / 200  | Nou | 11è  | Extraparlamentari  |
| 2013 | Ivan Bartoš | 132,417           | 2.66              | 0 / 200  | =   | 9è   | Extraparlamentari  |
| 2017 | Ivan Bartoš | 546,393           | 10.79             | 22 / 200 | 22  | 3r   | Oposició           |
| 2021 | Ivan Bartoš | Coalició amb STAN | Coalició amb STAN | 4 / 200  | 18  | 7è   | Coalició (2021–24) |
| 2021 | Ivan Bartoš | Coalició amb STAN | Coalició amb STAN | 4 / 200  | 18  | 7è   | Oposició (2024–)   |

#### Senat
| Any  | Candidats | 1a volta | 1a volta | 1a volta | 1a volta | 2a volta | 2a volta | 2a volta | Escons | Total  | Notes |
| Any  | Candidats | Vots     | %        | 2a volta | Pos.     | Vots     | %        | Pos.     | Escons | Total  | Notes |
| ---- | --------- | -------- | -------- | -------- | -------- | -------- | -------- | -------- | ------ | ------ | ----- |
| 2010 | 1         | 1,131    | 0.02     | 0 / 27   | 17è      |          |          |          | 0 / 27 | 0 / 81 |       |
| 2012 | 3         | 7,947    | 0.81     | 1 / 27   | 15è      | 11,807   | 2.30     | 6è       | 1 / 27 | 1 / 81 |       |
| 2014 | 4         | 5,454    | 0.53     | 0 / 27   | 19è      |          |          |          | 0 / 27 | 1 / 81 |       |
| 2016 | 4         | 7,352    | 0.83     | 2 / 27   | 17è      |          |          |          | 0 / 27 | 1 / 81 |       |
| 2018 | 12        | 63,132   | 5.80     | 3 / 27   | 8è       | 18,048   | 4.31     | 9è       | 1 / 27 | 1 / 81 |       |
| 2020 | 13        | 36,717   | 3.69     | 3 / 27   | 6è       | 18,804   | 4.61     | 7è       | 1 / 27 | 2 / 81 |       |
| 2022 | 8         | 28,302   | 2.54     | 0 / 27   | 9è       |          |          |          | 0 / 27 | 2 / 81 |       |
| 2024 | 5         | 21,107   | 2.66     | 0 / 27   | 8è       |          |          |          | 0 / 27 | 1 / 81 |       |

### Eleccions locals
| Any  | Vots      | %     | Pos. | Escons       |
| ---- | --------- | ----- | ---- | ------------ |
| 2010 | 189,360   | 0.21  |      | 3 / 62.178   |
| 2014 | 1,321,908 | 1.23  | 10è  | 21 / 62.300  |
| 2018 | 8,410,203 | 7.5%  | 3r   | 262 / 61.892 |
| 2022 | 7,107,001 | 6.62% | 3r   | 279 / 61.780 |

### Parlament Europeu
| Any  | Líder         | Vots    | %          | Escons | +/− | Grup      |
| ---- | ------------- | ------- | ---------- | ------ | --- | --------- |
| 2014 | Ivan Bartoš   | 72,514  | 4.78 (#8)  | 0 / 21 | Nou | −         |
| 2019 | Marcel Kolaja | 330,844 | 13.95 (#3) | 3 / 21 | 3   | Verds/ALE |
| 2024 | Marcel Kolaja | 184,091 | 6.20 (#6)  | 1 / 21 | 2   | Verds/ALE |